# Bruno, der Bär ohne Pass
Bruno, der Bär ohne Pass ist ein Fernseh-Dokumentarfilm von Herbert Ostwald aus dem Jahr 2013, der vom WDR für die ARD produziert wurde. Durch die Dokumentation führt der Schauspieler Hannes Jaenicke.

## Inhalt
Diese Dokumentation handelt von dem Braunbären JJ1 („Bruno“), der 2006 am Spitzingsee erschossen wurde. Parallel dazu greift er auch die allgemeine Regelung in Deutschland bei Wildtieren auf.
Der Film stellt die Frage, ob wir bereit sind, Wildtiere (hier: Braunbären) in Deutschland bedenkenlos leben zu lassen.

## Hintergrund
Bruno, der Bär ohne Pass wurde 2012 in Deutschland, Italien und Slowenien gedreht und am 29. April 2013 im Ersten um 20:15 Uhr erstausgestrahlt. Im Anschluss der Dokumentation folgte eine Gesprächsrunde mit dem Titel Tier oder wir – wie viel Natur erträgt der Mensch?, wo auch Hannes Jaenicke teilnahm, bei hart aber fair. Beim Darsser Naturfilmfestival 2013 erhielt der Film den Deutschen Naturfilmpreis in der Kategorie „Sonderpreis der Jury“. Den Preis nahm Regisseur Herbert Ostwald entgegen.